# Ніколя Паллуа
Ніколя Паллуа (фр. Nicolas Pallois, нар. 19 вересня 1987, Ельбеф, Франція) — французький футболіст, центральний захисник клубу «Нант».

## Ігрова кар'єра
Ніколя Паллуа є вихованцем клубу «Кан» але в першій команді клубу футболіст так і не з'явився. Після двох років у складі аматорської команди «Кевії», у 2010 році Паллуа приєднався до клубу Ліги 1 «Валансьєн», з яким підписав контракт на три роки. Саме у складі «Валансьєна» футболіст дебютував на професійному рівні.
В кар'єрі Паллуа були виступи у клубах «Ніор» та «Бордо». Поки влітку 2017 року захисник приєднався до клубу «Нант», з яким підписав трирічний контракт. В подальшому футболіст продовжив свою співпрацю з клубом. У 2022 році у складі «Нанта» Паллуа став переможцем національного кубка.

## Титули
Нант
 Переможець Кубка Франції: 2021/22